# Voral

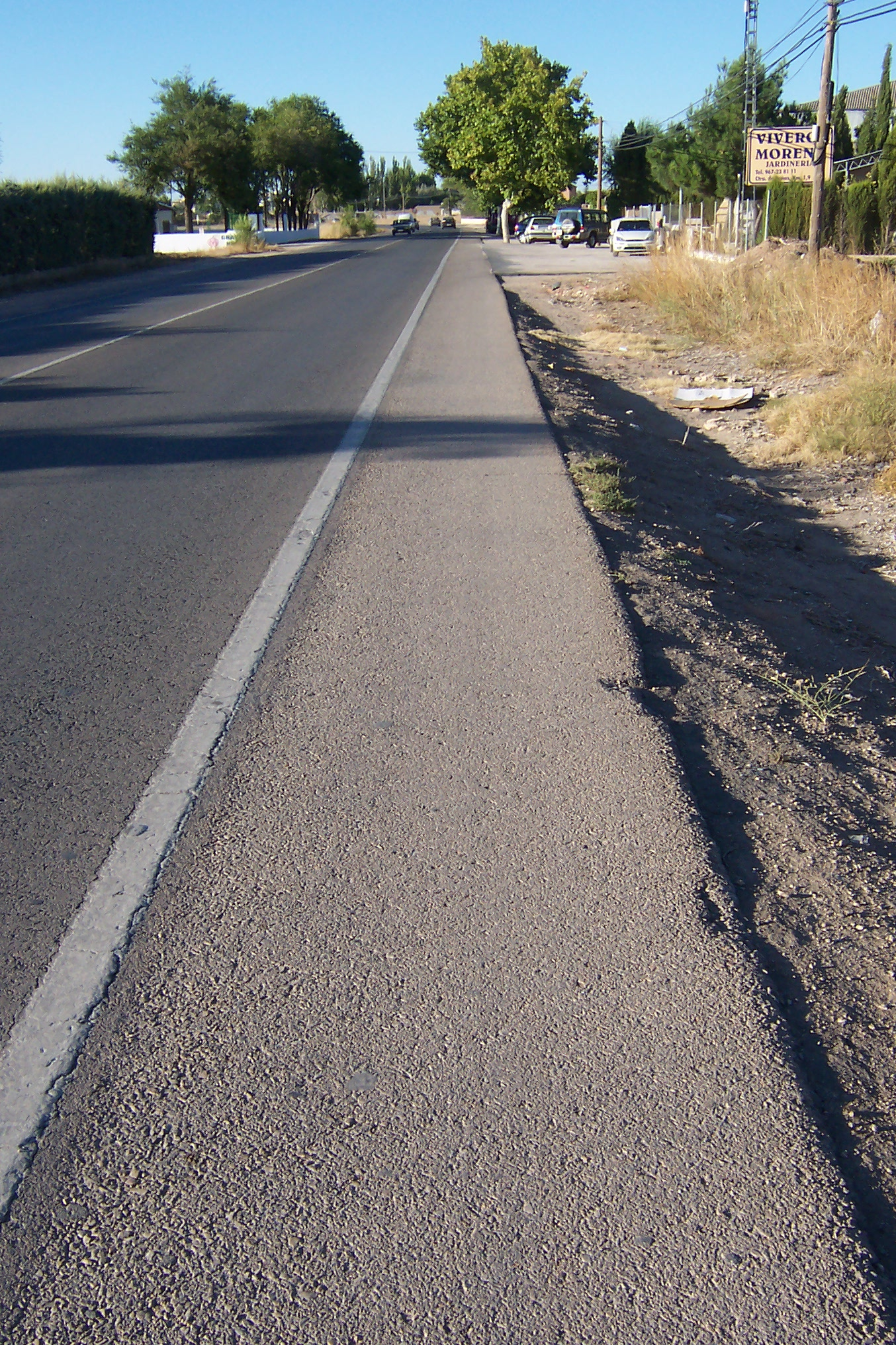
Voral d'una carretera

El voral és una franja longitudinal pavimentada o no, contigua a la calçada (no inclosa en aquesta), no destinada a l'ús de vehicles automòbils més que en circumstàncies excepcionals. El conjunt de la calçada i els vorals formen la plataforma.
A Espanya, la ratlla que el separa de la calçada sol ser contínua i de color blanc i només poden transitar-hi els vianants, els cicles i els ciclomotors. Excepcionalment hi podran circular a velocitat anormalment reduïda, en cas d'emergència, els vehicles motoritzats de fins a 3.500 quilograms de massa màxima autoritzada.
En algunes autovies i autopistes la línia blanca té relleu discontinu, la qual cosa provoca que, en ser creuada a gran velocitat, se senti un soroll que serveix d'avís davant una possible distracció del conductor. A les autovies nord-americanes, especialment en les denominades "Freeway", al voral hi ha una superfície rugosa, situada al costat de la línia blanca que la marca, que causa un soroll i vibració molt intens quan un vehicle hi passa per sobre. Això és amb la intenció d'alertar o despertar el conductor en cas que s'hagi distret o adormit.